# (5486) 1991 UT2
Az (5486) 1991 UT2 a Naprendszer kisbolygóövében található aszteroida. Ueda és Kaneda fedezte fel 1991. október 31-én.